# Izraz (programiranje)
Izraz u programskom jeziku jest kombinacija vrijednosti, varijabli, operatora i funkcija koja je interpretirana (evaluirana ili vrednovana) sljedbeno odgovarajućim pravilima prednosti i asocijativnosti određenog programskog jezika, i koja računa i proizvodi (vraća, u postojanom okolišu) drugu vrijednost. Za izraz se kaže da evaluira u tu vrijednost. Kao u matematici, izraz jest (još se kaže i ima) svoja evaluirana vrijednost; izraz je reprezentacija te vrijednosti.
Izrazi mogu imati popratne rezultate. Takav izraz nema svojstvo referencijske transparentnosti.